# Phyllodoce megareme
Phyllodoce megareme är en ringmaskart som beskrevs av Jean Louis Armand de Quatrefages de Bréau 1844. Phyllodoce megareme ingår i släktet Phyllodoce och familjen Phyllodocidae. Inga underarter finns listade i Catalogue of Life.